# 相樞
相樞（1452年—？），字拱之，山東青州府博興縣人，軍籍，明朝政治人物。

## 生平
山東鄉試第五十一名舉人。弘治三年（1490年）中式庚戌科會試第五十四名，二甲第十九名進士。任户部主事，陞郎中。累官山西布政使司左參議，因得罪劉瑾，被構陷去職。

## 家族
曾祖相君顯；祖父相贊；父相克詳，母王氏。严侍下。兄相極。